# Căianu-Vamă, Cluj
Căianu-Vamă (în maghiară Kalyanvám) este un sat în comuna Căianu din județul Cluj, Transilvania, România.